# Дзелиці
Дзелиці (пол. Dzielice) — село в Польщі, у гміні Роздражев Кротошинського повіту Великопольського воєводства.
Населення — 362 особи (2011).
У 1975-1998 роках село належало до Каліського воєводства.

## Демографія
Демографічна структура станом на 31 березня 2011 року:
|          | Загалом | Допрацездатний вік | Працездатний вік | Постпрацездатний вік |
| -------- | ------- | ------------------ | ---------------- | -------------------- |
| Чоловіки | 188     | 45                 | 130              | 13                   |
| Жінки    | 174     | 36                 | 102              | 36                   |
| Разом    | 362     | 81                 | 232              | 49                   |